# Ermita de San Jorge (Cáceres)
La ermita de San Jorge, a veces denominada ermita del Salvador, es una ermita en estado ruinoso situada en el municipio español de Cáceres.
Construida en torno al siglo XIV como un lugar de culto privado vinculado al castillo de Mogollones, posee una estructura muy peculiar debido a que probablemente era en sus orígenes un aljibe del castillo que fue transformado en ermita. Es también especialmente conocida por albergar destacadas pinturas murales del pintor local Juan de Ribera de mediados del siglo XVI, que cubren su interior representando escenas de la Biblia y otros elementos religiosos. En 2014, la Junta de Extremadura inició un expediente para incluir el edificio en el Inventario del Patrimonio Histórico y Cultural de Extremadura.
A pesar de su valor histórico-artístico, se encuentra actualmente en un gravísimo estado de deterioro, con los muros derruidos y los murales expuestos a la intemperie, corriendo riesgo de derrumbe y desaparición. Debido a ello, desde 2008 forma parte de la Lista Roja de la asociación Hispania Nostra.

## Localización
La ermita se ubica a unos 12 km de distancia de la ciudad de Cáceres, al suroeste de la misma, en una dehesa llamada "Los Mogollones", ubicándose junto al castillo que da nombre a la dehesa. Junto a la ermita pasa el arroyo de Las Seguras, afluente por la izquierda del río Salor que desemboca en dicho río 1 km al norte del edificio. Unos 5 km al norte se halla el monumento natural de Los Barruecos de Malpartida de Cáceres, mientras que dentro del término de Cáceres la ermita se halla enclavada entre los límites de los espacios naturales de los Llanos de Cáceres (3 km al este) y la ZEPA Sierra de San Pedro (5 km al suroeste).
Oficialmente, la construcción se ubica en un área de la provincia muy despoblada en la cual no existen localidades próximas. Sin embargo, junto a la carretera N-523 existe un asentamiento irregular establemente habitado llamado Mayoralguillo, ubicado a solo 3 km al este de la ermita y conocido por albergar el castillo palacio de las Seguras. El acceso desde el asentamiento a Los Mogollones se lleva a cabo fácilmente a través de un camino que sale de la carretera nacional desde enfrente del citado castillo-palacio.

## Historia
Los orígenes de la ermita son difíciles de determinar, ya que no parece tener vinculación con la fiesta de San Jorge, la fiesta patronal que se celebra en la ciudad el 23 de abril, ni con la cofradía del mismo santo. Esto se debe a que fue construida probablemente como un templo privado de la casa noble Mogollón: en textos del siglo XVI se cita como "iglesia de San Salvador" y a principios del siglo XX ya hay nuevos documentos que la mencionan como "ermita de San Jorge", lo cual a veces ha dificultado su localización para los historiadores. Otro hecho que ha supuesto un quebradero de cabeza para los historiadores es que diversos documentos apuntan a que en la propia ciudad existió una ermita o capilla dedicada a San Jorge, aunque no hay certeza de su ubicación exacta.
La datación de la ermita es medieval: el historiador local Corrales Gaitán fija su construcción en el siglo XIV en base a su arquitectura, aunque señalando que tiene elementos que podrían apuntar a un posible origen anterior. Existe la hipótesis de que el castillo de Mogollones y la ermita son los restos de un antiguo asentamiento medieval que no está acreditado documentalmente, una idea que se basa en la presencia de pequeñas viviendas antiguas en la zona junto con restos de un pequeño cementerio; la falta de documentos impide conocer cuál fue el estatus de este poblado, pudiendo haber sido simplemente un pequeño puesto militar o un albergue para peregrinos. La ermita, por su peculiar arquitectura y su ubicación junto al agua, probablemente no fue construida inicialmente como un lugar de culto, sino que era en su origen un aljibe del castillo.
La fecha cierta más antigua que se tiene de la ermita es el siglo XVI, cuando el pintor Juan de Ribera realizó en la ermita los murales que hoy la hacen conocida. Esta fecha cierta se conoce gracias a que el propio Juan de Ribera estampó su firma en las paredes junto con la fecha de 1565. Este pintor, de biografía desconocida, es citado en documentos eclesiásticos como un vecino de Cáceres que era feligrés de la parroquia de San Juan. Sus obras eran bien valoradas en la diócesis de Coria, habiendo trabajado en edificios religiosos de Torrejoncillo, Portaje, Portezuelo, Mata de Alcántara y Villa del Rey.
Debido a que se mantuvo durante siglos como un edificio privado, se desconoce cuándo comenzó su estado de ruina. En un acta de la Comisión de Monumentos de 1902 se cita ya una visita a las "ruinas de lo que llaman San Jorge", que los visitantes no supieron categorizar como ermita o como otro tipo de edificación debido a su peculiar arquitectura.
Tras haber pasado desapercibidas las ruinas para la mayoría de los cacereños a lo largo del siglo XX (exceptuando algunos trabajos de historiadores locales y algunos reportajes de prensa), en 2008 la asociación Hispania Nostra incluyó a la ermita en su Lista roja de patrimonio en peligro, calificando su situación de "caso escandaloso de abandono de patrimonio histórico". Esta denuncia pública sirvió de precedente para que en los años posteriores comenzaran a llevarse a cabo actos públicos para conservarla por parte de los propios cacereños: a partir de 2013 comenzaron a hacerse frecuentes las quejas en prensa y a organizarse rutas de senderismo desde la ciudad hasta la ermita. En 2014 se produjo finalmente el comienzo de la intervención pública, iniciando la Junta de Extremadura un expediente en el Inventario del Patrimonio Histórico y Cultural de Extremadura.
Pese a las continuas peticiones de salvar el edificio, en 2016 se produjo el mayor hecho catastrófico que han sufrido las ruinas desde que hay constancia documental de su estado ruinoso: a finales de julio tuvo lugar en las inmediaciones de la ermita un gravísimo incendio forestal, que llegó a rodear el edificio hasta el punto de que se llegó a creer que había sido destruido por las llamas. Luego de haberse extinguido las llamas, se descubrió que la ermita y sus pinturas se habían salvado, aunque el historiador local José Antonio Ramos señaló tras una visita que el incendio sí había producido algunos daños importantes. Tras el desastre, se intensificó la presión pública para reparar el edificio, pero esto no pudo impedir que en 2017 se produjera el hundimiento de parte de la cubierta.
En 2019, la Junta de Extremadura comunicó que había llegado a un acuerdo para adquirir la ermita, lo que facilitaría una futura restauración del edificio.

## Estructura
Los fundamentos de la construcción se encuentran parcialmente semienterrados con respecto a la cota de rasante natural que presenta el terreno, al ubicarse sobre una charca, lo que provoca su inundación estacional. El conjunto, construido en mampostería, ladrillo y sillería granítica, posee una morfología extraña que consta de un amplio espacio diáfano conformado por una nave, subterránea en su mayor parte. Sobre esta voltean cuatro arcos diafragma de medio punto que sostienen una cubierta plana y que descargan en contrafuertes laterales. El edificio se encuentra abierto en su frente sur, mientras que en el norte se localiza una especie de coro, ubicación excepcional en esta clase de construcciones. Existen otras dos estancias anejas a la nave principal cubiertas con bóveda de arista y cúpula semiesférica.
Sobre la cubierta son visibles restos de un mecanismo correspondiente a una noria, lo que explicaría el origen y evolución del edificio. Así, aunque sigue habiendo numerosas dudas que despejar respecto a la funcionalidad del inmueble y su historia, la hipótesis más probable es que originalmente el edificio se concibiera como depósito de agua, procedente de un arroyo próximo mediante conducción de la que quedan restos. Así, el mecanismo cuyos restos aún son visibles en cubierta serviría para su recogida y transporte hacia uno de los extremos del edificio, donde sería recogida. Posteriormente el depósito de agua sería transformado en lugar de culto vinculado a la torre de los Mogollones durante un tiempo, volviendo con posterioridad a convertirse en depósito de agua.
En líneas generales, el estado de conservación del edificio es muy malo. El abandono prolongado, el expolio de elementos arquitectónicos y la humedad casi permanente del sitio, no sólo han hecho desaparecer prácticamente la mitad del rico programa iconográfico que decora el templo, sino que también, al mismo tiempo, ha provocado la desestabilización de la cubierta y el menoscabo de los cimientos, que a su vez han originado la proliferación de grandes grietas que ya seccionan la totalidad de los alzados. Además, han sido negativas para la conservación del inmueble las remociones de terreno en el entorno exterior más inmediato del edificio y el uso de elementos constructivos de la ermita como material de acarreo destinado a adecuar la planta baja de la mencionada Torre de Los Mogollones en establo para el ganado.

## Pinturas
La principal peculiaridad del interior de la ermita es que alberga numerosas pinturas murales del pintor local Juan de Ribera fechadas en 1565. En su origen debieron cubrir casi todo el interior de la ermita y se hallan en un estado de conservación similar al del conjunto del edificio, estando también amenazadas por los daños estructurales. Una extraña peculiaridad de estas pinturas es que las imágenes tienen los ojos machados; aunque se desconoce la causa de esta peculiaridad por la falta de fuentes documentales, probablemente se debe a que fue usado como refugio de pastores, quienes se sentían incómodos al dormir bajo imágenes que los observaban y optaron por dañar las pinturas. Las pinturas se realizaron con un color y composición realistas, pero con una proporción y perspectiva arcaicas. En general, las imágenes comparten un fuerte simbolismo, del que se deduce que o bien Juan de Ribera tenía amplios conocimientos religiosos o bien trasladó al ámbito pictórico un programa bien predefinido por alguien con esos conocimientos.
En la entrada a la ermita anterior a la capilla, que debió albergar en su día un arco de medio punto, se conservan restos de pinturas de angelotes que originalmente debieron cubrir las dovelas. Hacia el interior, los paramentos carecen de pinturas, pero debió haber aquí una bóveda de arista que representaba a los Evangelistas, ya que a principios de siglo XXI se conservaba una imagen de San Lucas con su buey y al lado una imagen del león de San Marcos. Dentro de la capilla, se muestran en el coro dos escenas bíblicas del Génesis con inscripciones en latín de sus versículos, referentes a la historia de Esaú y Jacob y a la de Abraham en Mamre (los versículos son Génesis 27:3-4, Génesis 27:28-29 y Génesis 28:3-4).
La antecapilla debió tener una decoración compleja y organizada en fases, pero el deterioro del edificio impide contemplar actualmente la totalidad de la obra. La posición destacada la tenían escenas de la vida de Jesucristo, de las que se han conservado hasta principios del siglo XXI la Anunciación y Getsemaní. En la parte inferior se muestran imágenes de mártires: Santa Bárbara, Santa Lucía, Santiago y San Lucas. Por la parte de la bóveda que queda en pie se deduce que también se representaba aquí a los Evangelistas, pero aquí la imagen que ha sobrevivido es la de San Juan. En el oratorio propiamente dicho, hay imágenes del Bautismo de Jesús, la Piedad y la Estigmatización de San Francisco de Asís, pero destaca sobre todas ellas en el centro de la bóveda de la capilla la imagen de Dios Padre, acompañada en las pechinas por representaciones de los cuatro padres de la Iglesia Latina.